# Staffelsee-Bote
Der Staffelsee-Bote war eine Zeitung, die gegen Ende 1888 in Murnau am Staffelsee, einer Gemeinde im heutigen Landkreis Garmisch-Partenkirchen, gegründet wurde. Der Untertitel der Zeitung lautete Organ für Murnau und Umgebung. Die Zeitung erschien in der Buchdruckerei mit Blattverlag ohne Gehilfen in der Johannisstraße 2.

## Geschichte
Der Gründer und Herausgeber dieser Zeitung war Josef Fürst (1863–1940), der sich im Jahr 1888 von Miesbach kommend in Murnau niederließ. Die Zeitung kam das erste Mal am 24. Dezember 1888 heraus. Die Zeitung erschien zunächst zweimal wöchentlich, am Mittwoch und Samstag. In den Sommermonaten veröffentlichte sie eine Fremdenliste mit den Namen der angekommenen Fremden, die im Ort ihren Urlaub verbrachten.
Im Jahr 1914 hieß der Titel der Zeitung: Staffelsee-Bote. Murnauer Anzeiger und Nachrichten. Im Jahr 1925 übernahm Ernst Fürst (1898–1974), der Sohn des Gründers, die Leitung der Zeitung.
Im Jahr 1930 wurde die Zeitung in Murnauer Tagblatt umbenannt und das Erscheinen auf täglich von Montag bis Samstag umgestellt.
Zum 1. März 1936 ging der umbenannte Staffelsee-Bote in den Verlag der Weilheimer Zeitung über und erschien danach als Bezirksausgabe dieser Zeitung.

## Ödön von Horváth
Der Schriftsteller Ödön von Horváth, der in den Jahren 1923 bis 1934 im Haus seiner Eltern in Murnau lebte, las den Staffelsee-Boten regelmäßig, der ihm kuriose Begebenheiten mitteilte und Anregungen für seine Romane und Theaterstücke gab.